# 叶其孝
叶其孝（1936年—），男，上海人，中国数学家，曾任北京理工大学教授，中国工业与应用数学学会常务理事。